# Tony Rickardsson
Tony Rickardsson (Avesta, 1970. augusztus 17. –) minden idők legsikeresebb salakmotor-versenyzője. 

## Pályafutása
Hat alkalommal nyert egyéni világbajnokságot (1994, 1998, 1999, 2001, 2002, 2005). Párosban 1-szeres (1993), csapatban 4-szeres világelső (1994, 2000, 2003, 2004). Hazájában, Svédországban csapatban 3-szoros bajnok, egyéniben 7 alkalommal nyert. Klubszinten Lengyelországban és Angliában is sikeresen versenyzett. 2006-ban vonult vissza.
Nős, két gyermeke van, Michelle (1997) és Natalie (2002).